# Sophia xứ Nassau
Sophia xứ Nassau (tiếng Thụy Điển: Sofia; 9 tháng 7 năm 1836 - 30 tháng 12 năm 1913) là một vương hậu của Thụy Điển và Na Uy. Bà giữ ngai vị vương hậu Thụy Điển trong 35 năm, với thời gian tại vị dài thứ hai trong lịch sử Thụy Điển, chỉ sau vương hậu Silvia.

## Gia đình
Nguyên tên bà là Sophia Wilhelmine Marianne Henriette, là con gái út của Wilhelm, Công tước xứ Nassau, với vợ thứ hai công chúa Pauline Friederica Marie của Württemberg.
Ông ngoại của bà là Hoàng tử Paul của Württemberg, là con của vua Frederick I của Württemberg. Augusta là con gái của Karl Wilhelm Ferdinand, Công tước của Brunswick-Luneburg và công chúa Augusta của Anh, chị gái của vua George III của Anh.

## Con cái
1. Vua Gustaf V của Thụy Điển (1858-1950)
2. Oscar, Công tước xứ Gotland, sau là Bá tước Oscar Bernadotte af Wisborg (1859-1953)
3. Carl, Công tước xứ Västergötland (1861-1951)
4. Eugen, Công tước xứ Närke (1865-1947)

## Liên kết
- Ducal House of Nassau Lưu trữ ngày 4 tháng 4 năm 2009 tại Wayback Machine
- Royal House of Sweden and Royal House of Norway Lưu trữ ngày 26 tháng 3 năm 2009 tại Wayback Machine